# Политические партии Сан-Марино
Сан-Марино — государство с многопартийной системой правления, в котором одна партия не имеет шанса получить власть одна, и должна работать с другими сторонами для формирования коалиционного правительства.

## Список
Благодаря новому избирательному закону, который напоминает итальянскую избирательную систему, сан-маринские политические партии объединены в две основные коалиции:
- Пакт за Сан-Марино (Patto per San Marino)
- Реформы и свобода (Riforme e Libertà)

### Пакт за Сан-Марино
- Сан-маринская христианско-демократическая партия (Partito Democratico Cristiano Sammarinese)
  - Сан-маринская христианско-демократическая партия (Partito Democratico Cristiano Sammarinese)
  - Европейская народная партия Сан-Марино (Europopolari per San Marino)
  - Партия Аренго и Свободы (Arengo e Libertà)
- Народный альянс (Alleanza Popolare)
- Свободный список (Lista della Libertà)
  - Новая социалистическая партия (Nuovo Partito Socialista)
  - Партия «Мы сан-маринцы» (Noi Sammarinesi)
- Сан-маринская партия объединённых умеренных (Unione Sammarinese dei Moderati)
  - Народная партия Сан-Марино (Popolari Sammarinesi)
  - Сан-маринский национальный альянс (Alleanza Nazionale Sammarinese)

### Реформы и свобода
- Партия социалистов и демократов (Сан-Марино) (Partito dei Socialisti e dei Democratici)
  - Партия социалистов и демократов (Partito dei Socialisti e dei Democratici)
  - Сан-марийцы за свободу(Sammarinesi per la Libertà)
- Объединённые левые (Sinistra Unita)
  - Коммунистическое возрождение Сан-Марино (Rifondazione Comunista Sammarinese)
  - Левая партия — Свободная демократическая зона (Partito della Sinistra)
- Центристские демократы (Democratici di Centro)

### Другие партии
- Сан-маринская демократическая партия (Partito Democratico Sammarinese)
- Сан-маринская реформистская социалистическая партия (Partito Socialista Riformista Sammarinese)
- Ценности Сан-Марино (San Marino dei Valori)

## Бывшие партии
- Города и территории (Città e Territorio)
- Комитет по обороне республики (Comitato per la Difesa della Repubblica)
- Комитет свободы (Comitato della Libertà)
- Демократические реформы(Riformisti Democratici)
- Сан-маринские объединённые демократы (Unione Sammarinese Democratica)
- Демократическое движение (Movimento Democratico)
- Объединённая демократия (Unione Democratica)
- Социалисты — движение идей (Socialisti — Idee in Movimento)
- Движение конституционной свободы (Movimento per le Libertà Statuarie)
- Демократическая партия (Partito dei Democratici)
- Республиканская фасция Сан-Марино (Fascio Repubblicano di San Marino)
- Сан-Маринская независимая демократическая социалистическая партия (итал. Partito Socialista Democratico Indipendente Sammarinese)
- Сан-маринская коммунистическая партия (итал. Partito Comunista Sammarinese)
- Сан-маринская прогрессивная демократическая партия (Partito Progressista Democratico Sammarinese)
- Сан-Маринская фашистская партия (итал. Partito Fascista Sammarinese)
- Сан-маринская республиканская партия (Partito Repubblicano Sammarinese)
- Сан-маринская социал-демократическая партия (Partito Socialista Democratico Sammarinese)
- Сан-Маринская социалистическая партия (итал. Partito Socialista Sammarinese)
- Социал-демократы (Democrazia Socialista)
- Социалисты за реформы (Socialisti per le Riforme)
- Объединённая социалистическая партия (Partito Socialista Unitario)